# Старинки-2
Старинки-2 (біл. вёска Старінкі-2) — село в складі Мядельського району Мінської області, Білорусь. Село підпорядковане Сватківській сільській раді, розташоване в північній частині області.